# Zakon o prevozu nevarnega blaga
Zakon o prevozu nevarnega blaga (ZPNB) ureja pogoje za prevoz nevarnega blaga za posamezne vrste prometa, dolžnosti oseb, ki sodelujejo pri prevozu, pogoje za embalažo in vozila, imenovanje varnostnega svetovalca, usposabljanje oseb, ki sodelujejo pri prevozu, pristojnosti državnih organov in nadzor nad izvrševanjem zakona. Namen tega zakona je zagotoviti varen prevoz nevarnega blaga.
Ta zakon velja za prevoz nevarnega blaga:
- v cestnem prometu,
- v železniškem prometu,
- po morju in celinskih vodah in
- v zračnem prometu.